# ستون آتش
ستون آتش (فرانسوی: Danse du feu‎) فیلمی کوتاه و  صامت به کارگردانی ژرژ ملی‌یس است که در سال ۱۸۹۹ منتشر شد. از بازیگران آن می‌توان به ژرژ ملی‌یس و ژان د آلسی اشاره کرد.